# Исмаил Иса
Исмаил Иса Мустафа е български футболист. Играе като централен нападател, по-силният му крак е десният. Бивш юношески национал на България.

## Състезателна кариера

### Левски Сф.
Иса започва своята футболна кариера в школата на отбора от родния му град – Светкавица. През есента на сезон 2007-08 преминава в Левски (София), където работи със Станимир Стоилов.
След като изкарва няколкодневни проби в Левски през есента, Иса е харесан и е закупен от „сините“ заедно със съотборника си Цветомир Матев.
На 20 януари 2008 г. Исмаил Иса прави своя дебют за Левски в приятелски мач с Динамо Киев, като влиза в игра като резерва и играе 33 минути при загубата с 1:2. Срещата се играе в Ейлат, Израел и е част от предсезонната подготовка на клуба.
Иса е една от младите надежди на сините, които трябва да заместят напусналите през зимната пауза на шампионата опитни играчи. През август 2008 е преотстъпен на отбора на Сливен 2000 (Сливен), а през пролетта на 2009 г., е пратен под наем в новака Локомотив (Мездра). В осмия кръг на „есенния сезон 2009“ Исамил Иса е избран за „футболист на кръга“.
През сезон 2010/2011 се завръща в Левски, където става част от първия отбор. Отбелязва първите си голове за клуба в официален мач в срещата от втори предварителен кръг на Лига Европа срещу ирландския Дъндолк, като влиза в края на мача и отбелязва два гола в заключителните минути. Разписва се на два пъти и в следващия мач на „сините“ в Лига Европа срещу щведския Калмар.
Първия си гол за Левски в А група отбелязва на 23 август 2010 г. срещу Калиакра (Каварна).

### Литекс (Ловеч)
След кратък престой в турското първенство през лятото на 2012 г. подписва като свободен агент за срок от три години с Литекс (Ловеч).
На 4 ноември 2012 година в шампионатен мач срещу отбора на Черно море (Варна) отбелязва първия си хеттрик в А група за победата с 4:1.

### Шериф Тираспол
През лятото на 2013 г. подписва договор с молдовския отбор на Шериф Тираспол за сумата от 1 млн. лева. Дебютът му на 30 юни 2013 г. е увенчан с гол в мач за Суперкупата на Молдова.

## Статистика по сезони
| Отбор                  | Сезон   | Шампионат | Шампионат | Нац. купа | Нац. купа | Евротурнири | Евротурнири | Общо | Общо |
| Отбор                  | Сезон   | М         | Г         | М         | Г         | М           | Г           | М    | Г    |
| ---------------------- | ------- | --------- | --------- | --------- | --------- | ----------- | ----------- | ---- | ---- |
| Светкавица (Търговище) | 2005-06 | 8         | 2         | 0         | 0         | 0           | 0           | 8    | 2    |
| Хасково (Хасково)      | 2006-07 | 21        | 9         | 0         | 0         | 0           | 0           | 21   | 9    |
| Хасково (Хасково)      | 2007-08 | 11        | 5         | 0         | 0         | 0           | 0           | 11   | 5    |
| Левски (София)         | 2007-08 | 3         | 0         | 0         | 0         | 0           | 0           | 3    | 0    |
| Сливен 2000 (Сливен)   | 2008-09 | 10        | 1         | 1         | 0         | 0           | 0           | 11   | 1    |
| Локомотив (Мездра)     | 2009-10 |           | 10        |           |           | 0           | 0           |      | 10   |
| Левски (София)         | 2010-11 | 3         | 1         | 0         | 0         | 2           | 4           | 5    | 5    |

Последна актуализация: 23 август 2010

## Успехи (отборни)
Шериф 
- Национална дивизия:
  -  Шампион (1): 2014